# Colt Detective Special
Colt Detective Special шестизарядний револьвер подвійної дії на рамі з вуглецевої сталі з дводюймовим стволом. Був першим револьвером класу відомого як "короткоствольні револьвери". Розроблений компанією Colt's Manufacturing Company, цей револьвер, отримавши назву "Detective Special", призначався для прихованого носіння поліцейськими детективами.
Detective Special було представлено в 1927 році. Він став першим короткоствольним револьвером з сучасним відкиним барабаном. З самого початку його розробляли під потужні набої, наприклад, .38 Special, які на той час вважали потужними для кишенькової зброї. Рама Detective Special була дещо меншою ніж у Colt Official Police або Smith & Wesson Модель 10 (K-Frame), але більшою ніж у п'яти-зарядних револьверів Smith & Wesson Модель 36/Модель 38/Модель 42 (рамка J).
Хоча Detective Special став успішним револьвером, через невисокі продажі в 1995 році револьвер Detective Special зняли з виробництва.

## Розробка

### The Fitz Special

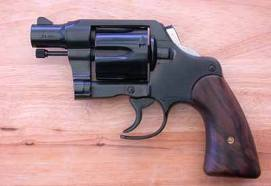
Fitz Special

Джон Генрі Фіцджеральд, працював у Colt Firearms з 1918 по 1944 роки, вперше запропонував концепцію короткоствольного револьвера Fitz Special в середині 1920-х років, коли модифікував револьвер .38 Special Colt Police Positive Special, вкоротивши ствол до двох дюймів, вкоротивши стрижень ежектора, спилявши шпору курка, закругливши низ руків'я та прибравши передню частину спускової скоби. Зміна форми курка та руків'я дозволяла швидко витягати зброю з кишені не чіпляючись за тканину. Спиляна спускова скоба дозволяла швидко відкрити вогонь, навіть у рукавичках або стрільцями з товстими пальцями.
Хоча деякі історики незгодні, вважають, що з заводу було випущено від сорока до двохсот револьверів Fitz Special перероблених з різних револьверів Кольта, самим Фіцджеральдом. Fitz Special був попередником сучасних короткоствольних револьверів, а саме прототипом револьвера Colt Detective Special, першого серійного короткоствольного револьвера зі стволом два дюйми. Навіть після появи в 1927 році револьвера Detective Special, Фіцджеральд продовжив випускати перероблені револьвери для особливих клієнтів.

### The Detective Special

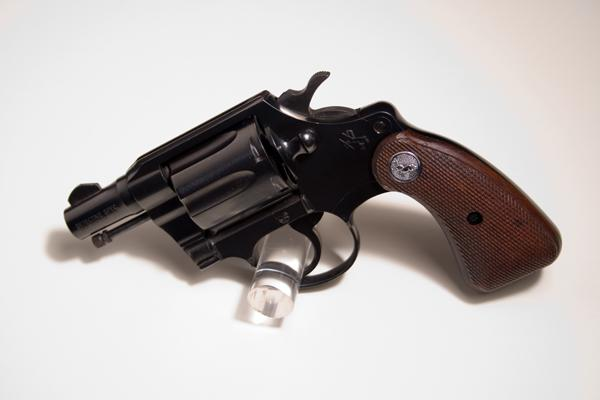
Colt Detective Special, Друга серія

У компанії Кольт були вражені револьвером Fitz Special, тому було вирішено створити менш радикальну версію, Detective Special, який насправді був зменшеною версією Colt Police Positive Special. Detective Special виявився успішним і перебував у виробництві до 1995 року.
Револьвер Detective Special мав кілька серій. Першу серію випускали з 1927 по 1946 роки. Перша серія мала більш вузьку раму, у порівнянні з пізнішими моделями, зі зменшеним зазором між передньою частиною руків'я і задньою частиною спускової скоби. Іншою відмінною рисою є коротший стрижень ежектора рифлений без канавки; рубчасті шпора курка та засувка барабана, мушка у вигляді "півмісяця", а також гвинт та стопорний штифт, які перекриваються, на правому боці. Щічки руків'я дерев'яні. Закруглена металева рама руків'я стала стандартною в 1933 році, але оригінальні квадратні руків'я (як у Police Positive Special) випускали до 1940-х.
Другу серію випускали з 1947 по 1972. Стрижень ежектора став довшим і отримав канавку на рифленому закінченні. Пропонували варіант з 3-дюймовим стволом, з ще більшим стрижнем екстрактора. Засувка барабану була гладка, а шпора спускового гачка зазубрена. Правий боковий гвинт рами не має стопорного штифта, задня частина мушки скошена. В 1947 році щічки руків'я були пластиковими, але в 1955 році повернули дерев'яні щічки (зі сріблястим медальйоном Кольта, а пізніше з золотим). По вибору можна було замовити револьвер зі спиляним курком щоб шпора курка не чіплялася за одяг.
Перехід від Першої до Другої серії був поступовим, деякі післявоєнні револьвери Другої серії мали короткий стрижень ежектора та рубчасті курки. Саме тому відносити револьвери до Першої або Другої серії простіше за серійним номером.

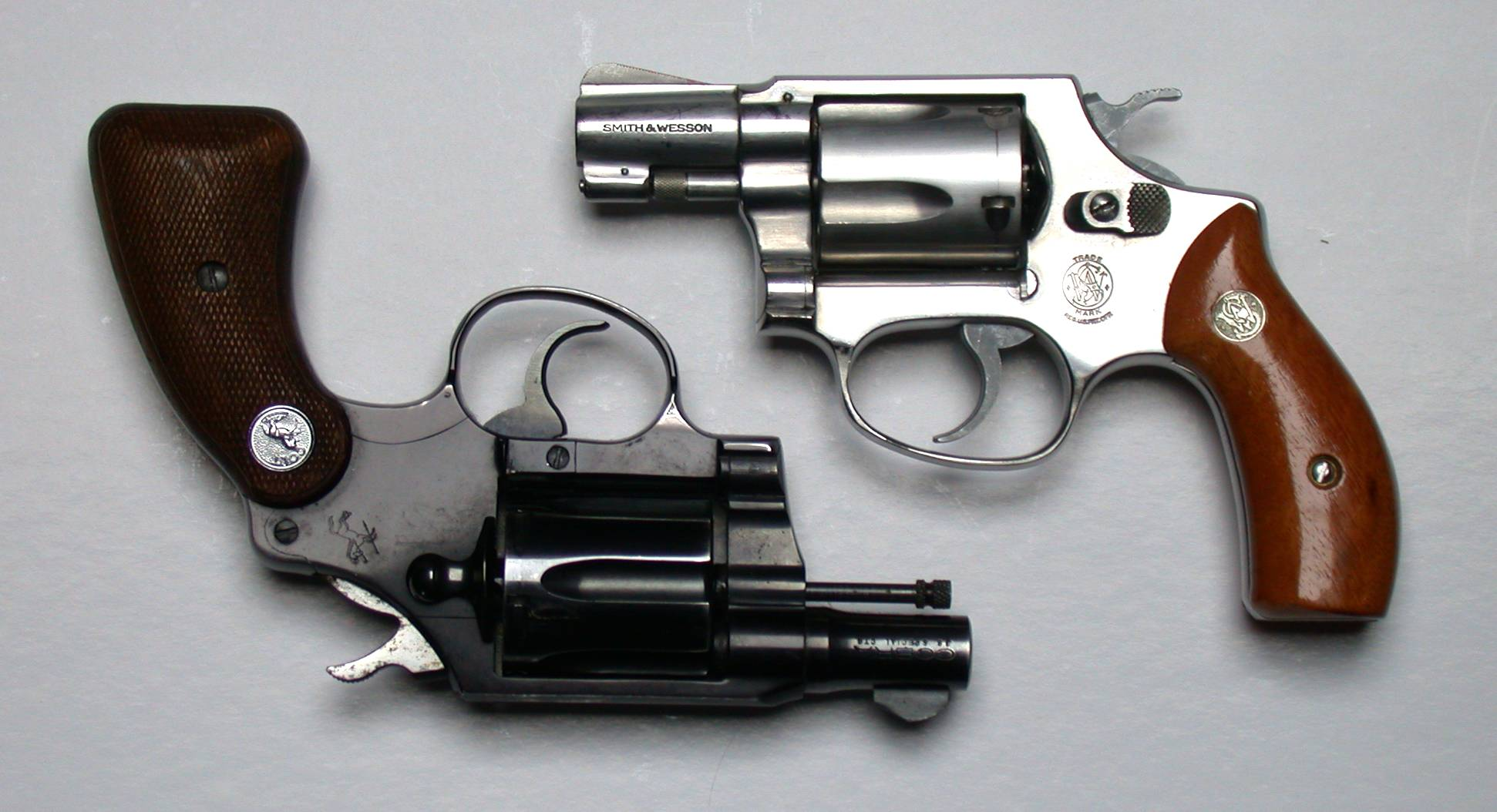
Порівняння розмірів двох револьверів Colt Detective Special та Smith & Wesson Модель 36.

Протягом 1960-х років рамку руків'я Другої серії Detective Special вкоротили, підігнавши під інші короткоствольні револьвери Кольта, Cobra та Agent. Не зважаючи на ці зміни, загальний розмір руків'я Detective Special залишився незмінним, оскільки Кольт оснастив Другу серію новими подовженими щічками, які були більшими за раму.
Третю серію випускали з 1973 по 1986 роки. Було додано кожух під стволом який захищав стрижень ежектора, а мушка стала повністю скошеною. Нові, дерев'яні щічки великого розміру закривали передню частину руків'я. Третя серія отримали покращений ударно-спусковий механізм. Як і у випадку перших двох серій, пропонували нікельовану обробку та 3-дюймові стволи. В 1986 році, стикнувшись з низьким рівнем продажів, а також зростання витрат на виробництво і робочу силу, Кольт припинив виробництво Detective Special.

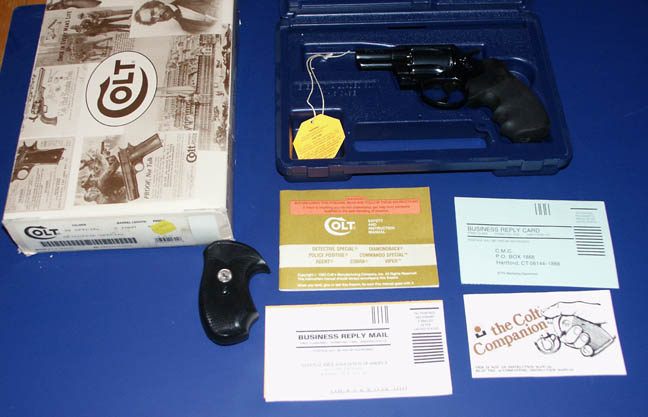
New Colt Detective Special в заводській коробці з інструкцією та додатковими щічками

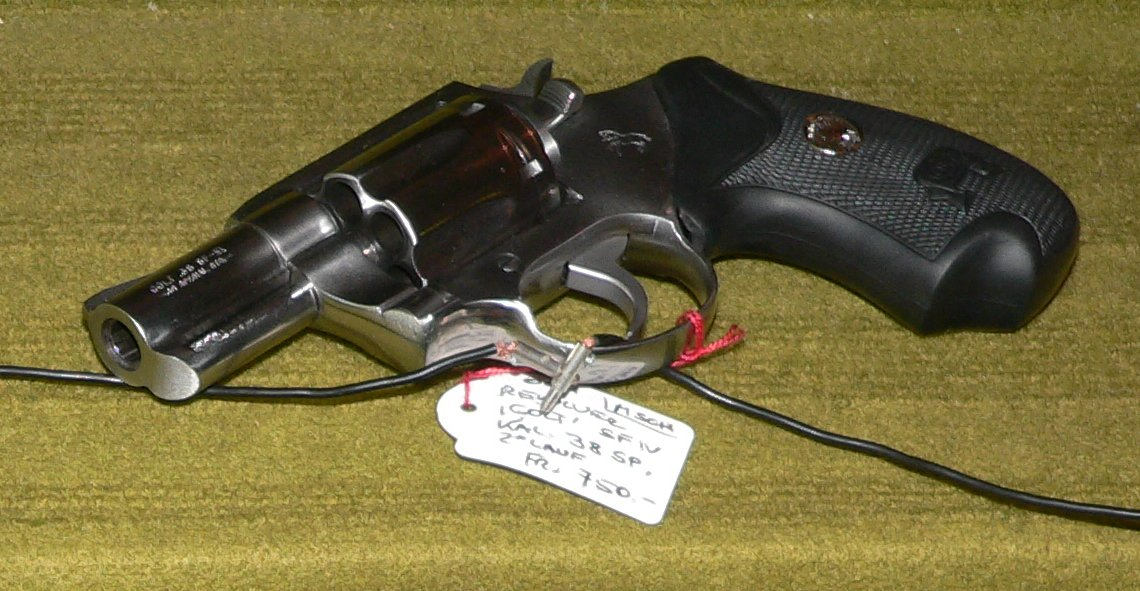
Colt SF-VI з неіржавної сталі

В 1992 році Кольт подав заяву про захист від банкрутства. Після реорганізації, компанія відновила виробництво Detective Special в 1992 році. Револьвери Detective Special випущені після 1991 року інколи називають Четверта серія. Вони мають "композитні" (гумові) щічки, які охоплюють все руків'я з золотим медальйоном. Револьвер має лише дводюймовий ствол, фінішна обробка синє воронування або сильне хромування. Випуск цих револьверів тривав лише до 1995 роки, коли Кольт представив револьвер з неіржавної сталі SF-VI у якості заміни Detective Special.
З самої своєї появи револьвер Detective Special мав запобіжник курка ‘Positive Safety Lock’, який вперше використали на револьвері Police Positive. Механізм опускає пластину між курком та рамою, яка не рухається до повного натискання на спусковий гачок, що не дає здійснити випадковий постріл, якщо вдарити по курку (наприклад, при падінні револьвера на курок) у зведеному стані. Перша та ранні зразки Другої серії Detective Specials користуються надзвичайним попитом серед колекціонерів, якщо вони в прекрасному стані  та мають знамениту обробку Кольта "Royal Blue".

## Калібри та обробка
Спочатку револьвер Detective Special мав дві яскраві фінішні обробки синє воронування та нікелювання; в Четвертій серії нікелювання замінили обробленою неіржавної сталлю. Друга серія випускалася під набої .32 New Police, .38 New Police та .38 Special; револьвери під набій .38 Special пропонували лише для моделей інших серій. Стандартна довжина стволу становила 2 дюйми, але є рідкісні зразки Другої і Третьої серії зі стволами довжиною 3 дюйми.

## Варіанти
Першим з варіантів є Colt Banker's Special. Представлено в 1928 році. Заряджався набоями .38 Colt New Police (.38 S&W) та .22 Long Rifle. Випущено мало одиниць, особливо під набій .22LR. Револьвер Banker's Special був популярним у залізничних клерків, які часто їздили з ним в поштових потягах до Другої світової. Під час Другої світової його виробництво було припинено і не було відновлено після закінчення війни.
Револьвер Colt Commando Special став версією Detective Special з матовою обробкою та гумовими щічками руків'я. Випускали його з 1984 по 1986роки. Заряджався набоями .38 Special, важив 21.5 унції.
Під час випуску Четвертої серії 1992–1995, Кольт пропонував Detective Special з 'коротким' курком і УСМ лише подвійної дії. В остальному 'Bobbed Hammer' Detective Special був такий самий як і стандартні револьвери Detective Special Четвертої серії.
В 1995 році Кольт випустив SF-VI/DS-II (Small Frame, 6 round/Detective Special 2) варіант револьвера Detective Special з рамою з неіржавної сталі та спрощеннями для легшого виробництва. В 1999 році Кольт випустив версію SF-VI/DS-II під набій .357 Magnum яку назвали Colt Magnum Carry. Виробництво обох версій було припинено в 2000 році, таким чином припинивши виробництво лінійки Detective Special яке тривало 73 роки.

## Боєприпаси
Була зацікавленість використовувати набої великого тиску (+P) .38 Special в револьвері Detective Special. У своїх останніх посібниках для власників Кольт дозволив обмежене використання боєприпасів +P у револьверах із сталевою рамою (в тому числі ранні версії), зазначивши, що у проміжок від 2000 до 3000 пострілів револьвер необхідно здати на огляд на завод. Багато хто вважає, що це було пов'язано з потенційною відповідальністю, а не з технічними вимогами, оскільки тиск стандартних боєприпасів минулих років приблизно такий самий що і тиск сучасних боєприпасів +P. SAAMI знизили показники тиску в 1972 році.

## Використання
Завдяки добрим маскувальним якостям, револьвер Colt Detective Special використовували для прихованого носіння поліцейські детективи під прикриттям, хоча він також був популярною позаштатною та додатковою зброєю поліцейських у формі. Його використовували тілоохоронці, а також для самозахисту та спортивних стрільб.
Револьвер Colt Detective Special був популярною зброєю до того часу поки самозарядні пістолети не витіснили револьвери у багатьох поліцейських департаментах, правоохоронних підрозділах та арміях. Поліція М'янми та деяких інших країн до сих пір використовує револьвери у якості службової зброї.

## Заміна
Під позначенням "9.65mm handgun", револьвер Detective Special використовували офіцери військової поліції сил самооборони Японії разом з пістолетом M1911 яки мав позначення "11.4mm handgun", до заміни на самозарядний пістолет Minebea P9, японської ліцензійної версії SIG Sauer P220. І невелика кількість була використана в деяких штаб-квартирах поліції префектур Японії, включаючи Токійський департамент поліції.
Шестизарядний револьвер Colt Detective Special був службовою зброєю Кримінального Крила поліції Гонконгу, його замінив SIG Sauer P250 після кількох років використання.
Colt Detective Special став першим револьвером який використовували агенти французької митниці. Він замінив застарілі пістолети Browning 10/22 та MAB D. Револьвери використовували з 1975 по 1988 роки, їх поступово почали заміняти револьвери Smith & Wesson (загалом S&W Модель 13) разом з французькими пістолетами Manurhin та Sig Sauer SP 2022 в 2005 році.